# Schiedeella llaveana
Schiedeella llaveana là một loài thực vật có hoa trong họ Lan. Loài này được (Lindl.) Schltr. miêu tả khoa học đầu tiên năm 1920.